# Blue Mountains (Jamaika)

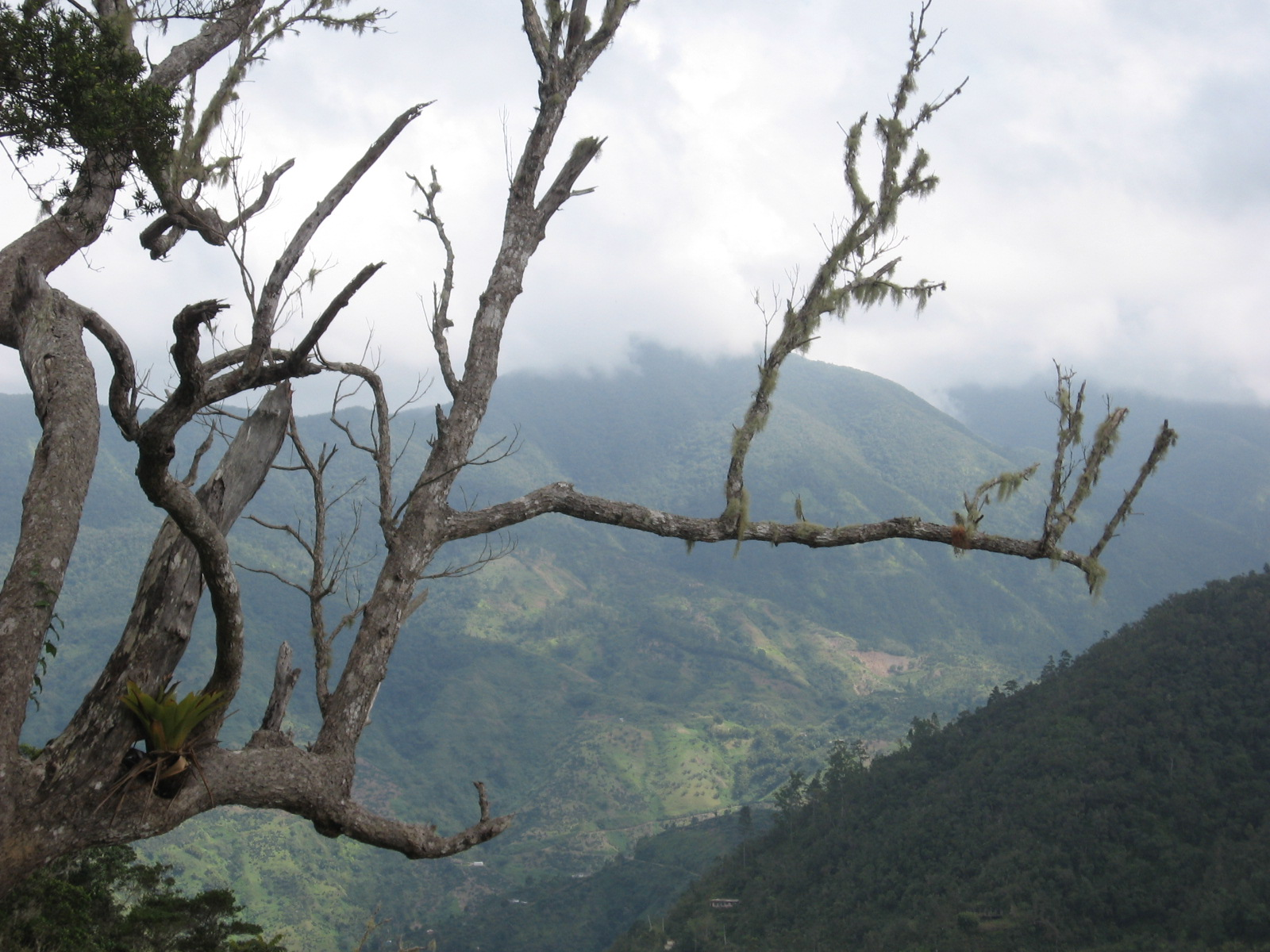
Blick auf die Blue Mountains

Die Blue Mountains sind eine Bergregion im Osten Jamaikas. Darin befindet sich auch die höchste Erhebung Jamaikas, der Blue Mountain Peak mit 2256 Meter Höhe.
Die höher gelegenen Hänge sind bewaldet, in den niedriger gelegenen Hängen wird die hochwertige Kaffeesorte Jamaican Blue Mountain  angebaut. Von den Blue Mountains sind zwei Tierarten bekannt, die heute vermutlich ausgestorben sind, der Falter Urania sloanus und der Jamaika-Sturmvogel.